# 下馬努伊利夫卡
49°22′19″N 33°43′28″E / 49.37194°N 33.72444°E
下馬努伊利夫卡（烏克蘭語：Нижня Мануйлівка），是烏克蘭中部的村莊，隸屬波爾塔瓦州的克雷門丘克區。該村分別距離上馬努伊利夫卡1.5公里和尤爾基2公里，海拔高度73米，2001年人口91。